# Doual’art
Центр «doual’art» (англ. doual'art) — арт-центр в камерунском городе Дуала, открытый в 1991 году по инициативе принцессы Мэрилин Дуала Белл и Дидье Шауба; является некоммерческой культурной организацией, специализирующейся на искусстве Западной Африки и африканском урбанизме; в 1995 году в районе Бонанджо была создана галерея «Espace doual’art».

## История и описание
Некоммерческая организация «doual’art» была зарегистрирована в городе Дуала (Камерун) в 1992 году; её основателями выступила семейная пара — экономист Мэрилин Дуала Белл (род. 1957) и историк искусства Дидье Шауб (1952—2014). В 1995 году они же создали в районе Бонанджо галерею «Espace doual’art» — как выставочную площадку для произведений современного искусства (до этого момента у них не было постоянного офиса). В 1996 году Белл и Шауб стали инициаторами установки в городе новой скульптуры — скульптуры «La Nouvelle Liberté», созданной Джозефой-Фрэнсисом Суменье (род. 1951), ставшей впоследствии одной из достопримечательностью Дуалы. В период с 1991 по 2012 год центр участвовал в установки статуй в более чем 12 районах города.
В 2005 году «doual’art» организует первое мероприятие в рамках проекта «Ars & Urbis» — международный симпозиум, призванный стимулировать дискуссию о вкладе искусства в преобразование современных городов (прежде всего, африканских); симпозиум стал основой для триеннале «SUD Salon Urbain de Douala», посвященного произведениям искусства, устанавливаемым в общественных местах — в декабре 2007 года прошло первое мероприятие. После того как в декабре 2010 года состоялось второе триеннале, «doual’art» организовал передвижную выставку «Making Douala 2007—2013» — в 2012 году выставка была представлена в рамках официальной программы Международной архитектурной биеннале в Роттердаме. В том же году галерея стала участником биеннале «Dak’Art», а на следующий год «doual’art» приняла участие в арт-ярмарке «Art Dubai», выставляя целый ряд африканских авторов.
С момента создания «doual’art», её руководителем (президентом) является Мэрилин Дуала Белл, а художественное руководство осуществлял Дидье Шауб. Как независимая некоммерческая организация «doual’art» развивает свою деятельность и проекты в партнерстве с международными грантодателями и спонсорами. Выполняя конкретные проекты по обустройству и художественному оформлению городской среды, «doual’art» играет роль посредника между социальными и экономическими группами, местным населением и художественными коллективами.
В экспозиции галереи «Espace doual’art» были представлены работы Паскаля Мартина Тайу, Годди Лей, Алиума Муссы, Коко Коменье, Били Биджоки, Лукаса Грандина и многих других современных художников и скульпторов. Выставочное помещений было оборудовано в здании бывшего кинотеатра при Дворце королей Дуала (Palace of Douala Kings), принадлежащем семье Бэлл Дуала. Архитектор Даниэль Дивута-Котто (род. 1960) восстановила здание, создав в нём офисы, выставочный зал, кафетерий и сад. В галерее проводятся встречи, конференции, выставки, проекции, инсталляции и представления. Фонд «Prince Claus Fund» в 2009 году описывал центр «doual’art» как «организацию, которая произвела революцию на художественной сцене Камеруна».